# Рокпелніс Фріціс Янович
Фріціс Янович Рокпелніс (латис. Fricis Rokpelnis, 6 жовтня 1909, хутір Алкшні Медзської волості Гробінського повіту Курляндської губернії, тепер Гробіньського краю, Латвія — 15 вересня 1969, місто Юрмала, тепер Латвія) — латиський радянський поет і драматург, начальник Управління у справах мистецтв при РНК Латвійської РСР. Депутат Верховної ради Латвійської РСР 3-го скликання. Депутат Верховної ради СРСР 2-го скликання.

## Життєпис
Народився в селянській родині, батько працював лісником. З дитячих років Фріціс Рокпелніс пас худобу, наймитував, був лісорубом та чорноробом. Закінчив Лієпайську основну школу.
У 1928 році переїхав до Риги, де почав працювати продавцем книжкового магазину Спілки вчителів. Потім завідував музеєм Яніса Райніса при Спілці вчителів у Ризі. Відвідував лекції в Народному університеті в Ризі.
Друкувався із 1929 року, співпрацював із підпільною прорадянською пресою в Латвії. Писав віршовані фейлетони в робітничому журналі «Сигнал» та нелегальному журналі «Фронт».
У 1931—1933 роках — студент Латвійського університету.
У 1934 році призваний до латвійської армії та призначений до трудового табору. Потім працював рахівником статистичного управління.
У 1940—1941 роках — редактор сценарного відділу Ризької кіностудії, член редакційної колегії газети «Праця».
У липні 1941 року евакуювався до міста Кірова (РРФСР). Учасник німецько-радянської війни, з 1941 року служив у 121-му латиському гвардійському стрілецькому полку РСЧА, брав участь у боях під Москвою та Старою Руссою, дописував до дивізійних військових газет.
З 1943 року — відповідальний секретар Спілки радянських письменників Латвії у Москві. Разом з Ю. Ванагом написав гімн Латвійської РСР.
З грудня 1944 року — начальник Управління у справах мистецтв при РНК Латвійської РСР.
Член ВКП(б) з 1947 року.
Був директором музею Яніса Райніса.
У 1962—1965 роках — секретар правління Спілки кінематографістів Латвії.
Помер 15 вересня 1969 року в місті Юрмалі.

## Творчість

### Драматичні твори
- «Стрілочник» (1933)
- «Вони проклали шлях» (1941) (разом з Ю. Ванагом)
- «Проводжаючи на війну» (1943)
- «Світло» (1945)
- «Юність Райніса» (1948)
- «Зелений промінь» (1962)
- «Краще місто світу» (1965)
- «Латиські ялинки» (1966)

### Збірники поезій
- «Тче сестра зірку на прапорі» (1950)
- «Житній хліб» (1959)

### Лібрето опер
- «Рута» (1942) (разом з Ю. Ванагом)
- «До нового берега» (1955)
- «Зелений млин» (1958)
- «Аудріні» (1964)

### Фільмографія
- «Райніс» (1949) (разом з В. Крепсом)
- «Рига» (1951)
- «Ехо» (1959)
- «Велич» (1964) (разом з В. Калнінем)

## Нагороди
- три ордени Трудового Червоного Прапора (3.10.1956,)
- два ордени «Знак Пошани»
- Сталінська премія ІІ ст. (1950) — за фільм «Райніс» (1949)
- Державна премія Латвійської РСР (1960) — за віршовану збірку «Житній хліб» (1959)
- заслужений діяч мистецтв Латвійської РСР (1959)
- медалі